# Wojska łączności Sił Zbrojnych Południa Rosji
Wojska łączności Sił Zbrojnych Południa Rosji (ros. Части связи ВСЮР) – oddziały wojskowe łączności Białych podczas wojny domowej w Rosji.
W Siłach Zbrojnych Południa Rosji w 1919 r. istniały trzy dywizjony radiotelegraficzne i dziesięć samodzielnych kompanii telegraficznych. Kompania telegraficzna składała się z trzech kablowych i jednego telefonicznego pododdziału. Miała ona wyposażenie telegraficzne i telefoniczne, a ponadto dysponowała rezerwą 10% aparatów telefonicznych i kabli dla związków taktycznych wchodzących w skład poszczególnych armii. Taktycznie kompania podlegała inżynierowi korpuśnemu, zaś operacyjnie – szefowi sztabu armii lub korpusu. Dywizjon radiotelegraficzny miał w składzie pododdziały radiotelegraficzne, warsztat i bazę wyposażenia specjalnego. Taktycznie był podporządkowany inspektorowi wojsk inżynierskich w sztabie korpusu lub armii. Dowództwu Sił Zbrojnych Południa Rosji podlegała 1 Samodzielna Kompania Telegraficzna, pozostałe zaś – podobnie jak dywizjony radiotelegraficzne – były poprzydzielane dowództwom poszczególnych związków taktycznych.
W składzie Armii Ochotniczej znajdowały się:
- 2 Dywizjon Radiotelegraficzny płk. Rara,
- 2 Samodzielna Kompania Telegraficzna,
- 5 Samodzielna Kompania Telegraficzna płk. Drużynina,
- 6 Samodzielna Kompania Telegraficzna por. Czibirnowa.

W Armii Kaukaskiej działały:
- 1 Dywizjon Radiotelegraficzny,
- 4 Samodzielna Kompania Telegraficzna kpt. Majewskiego.

Do Wojsk Obwodu Noworosyjskiego przydzielono:
- 3 Dywizjon Radiotelegraficzny płk. Szulca,
- 3 Samodzielną Kompanię Telegraficzną,
- 7 Samodzielną Kompanię Telegraficzną.

Wojska Obwodu Kijowskiego miały jedynie 8 Samodzielną Kompanię Telegraficzną płk. Krasnopiewcewa. Ponadto 10 Samodzielna Kompania Telegraficzna była podporządkowana 5 Kawaleryjskiemu Korpusowi Armijnemu.